# François du Chasteler de Moulbaix
François Marie Antoine Chrétien du Chasteler de Moulbaix (Pipaix, 20 oktober 1756 - 30 augustus 1820) was een Henegouwse militair en notabele.

## Levensloop
De familie du Chasteler had al tegen het einde van de zestiende eeuw adelserkenning bekomen. In 1725 werd aan de vader van François een markiestitel toegekend.
Markies Jean-François du Chasteler (1691-1764) was heer van Moulbaix en voorzitter van de Soevereine Raad van Henegouwen. Hij was in tweede huwelijk getreden met Marie-Claire du Sart (1716-1758). Ze hadden als oudste zoon François-Gabriel du Chasteler de Courcelles (1744-1789), die zowel een militaire, een burgerlijke als een academische carrière doorliep. Hij was een belangrijk man in de vrijmetselarij, onder meer als adjunct-grootmeester van de Provinciale Grootloge van de Oostenrijkse Nederlanden en als achtbare meester van de Brusselse loge l'Heureuse Rencontre.
Hun jongste zoon, onderwerp van dit lemma, markies François-Marie du Chasteler, werd ook heer van Vieuxtordoir. Als jonge man was hij onderluitenant in het regiment van Murray en bevorderde er tot kapitein. Hij was lid van de Tweede stand van Henegouwen en werd gedeputeerde in de Provinciale Staten. Hij was ook kamerheer van de keizer van Oostenrijk. Zoals zijn oudere broer, maar op een meer bescheiden niveau, was hij lid van de vrijmetselaarsloge L'Heureuse Rencontre. Hij trouwde in 1788 met Marie-Thérèse de Fourneau (1760-1816).
Zijn activiteiten tijdens de revolutiejaren zijn af te lezen aan de geboorteplaats van zijn kinderen. Zijn dochter werd in 1793 geboren in Moulbaix, in de laatste maanden van de Oostenrijkse tijd. Zijn zoon werd daarentegen in december 1794 geboren in Würzburg. Dit toont aan dat het gezin bij de definitieve verovering door de Franse troepen het land was ontvlucht. Zoals de meeste emigrés keerde hij na verloop van tijd terug.
In 1816, onder het Verenigd Koninkrijk der Nederlanden, kreeg hij erkenning in de erfelijke adel, met de overdraagbare titel van markies en de benoeming in de Ridderschap van de provincie Henegouwen. Hij werd ook kamerheer van de koning der Nederlanden.

## Nakomelingen
Zijn enige zoon, Albert-François du Chasteler de Moulbaix (1794-1836), was nog jong toen zijn vader stierf en hij aan een militaire carrière begon in het Franse leger. Hij werd commandant van een cavaleriebrigade binnen de Keizerlijke wacht. In 1815 stapte hij over naar het leger van het Verenigd Koninkrijk der Nederlanden en werd ingezet tegen Napoleon in de Slag bij Waterloo, waar hij zwaar verwond werd. Hij werd tot majoor bevorderd, maar nam in 1820 ontslag om gezondheidsredenen. In 1830 sloot hij zich aan bij de revolutionairen en werd door het Voorlopig Bewind bevorderd tot generaal-majoor. Hij richtte in Brussel de compagnie 'Jagers Chasteler' op, die belangrijk was in de gevechten tegen de Nederlandse troepen.
Er volgden nog twee generaties de Chastelers, maar in 1936 stierf de familie uit in de persoon van de ongehuwde markiezin Marie du Chasteler (1859-1936), die voorzitster was van de Liga van christelijke vrouwen, van de Vereniging van arme kerken en van de Internationale federatie van het Werk van de foorreizigers.